# Thonne-les-Près
Thonne-les-Près is een gemeente in het Franse departement Meuse (regio Grand Est) en telt 164 inwoners (1999). De plaats maakt deel uit van het arrondissement Verdun en ligt aan de Thonne, die iets verder in de Chiers stroomt. Het dorp wordt doormidden gesneden en gedomineerd door een gemetseld spoorwegviaduct van zeventien bogen dat de vallei van de Thonne overspant.

## Geografie
| Aangrenzende gemeenten | Aangrenzende gemeenten | Aangrenzende gemeenten | Aangrenzende gemeenten | Aangrenzende gemeenten |
| ---------------------- | ---------------------- | ---------------------- | ---------------------- | ---------------------- |
|                        |                        | Thonnelle              |                        |                        |
|                        |                        |                        |                        |                        |
| Chauvency- le-Château  | Montmédy               |                        |                        |                        |
|                        |                        |                        |                        |                        |
|                        |                        | Vigneul-sous-Montmédy  |                        |                        |

De onderstaande kaart toont de ligging van Thonne-les-Près met de belangrijkste infrastructuur en aangrenzende gemeenten.

## Demografie
Onderstaande figuur toont het verloop van het inwonertal (bron: INSEE-tellingen).